# Superliga 2008/09 (Spanien)
Die Saison 2008/09 war die 35. Spielzeit der Superliga, der höchsten spanischen Eishockeyspielklasse. Meister wurde zum dritten Mal in der Vereinsgeschichte der FC Barcelona.

## Hauptrunde

### Modus
In der Hauptrunde absolvierte jede der sieben Mannschaften insgesamt zwölf Spiele. Die zwei bestplatzierten Mannschaften qualifizierten sich direkt für das Playoff-Halbfinale, die übrigen vier spanischen Mannschaften bestritten zunächst Pre-Playoffs. Der Playoff-Gewinner wurde Meister. Anglet Hormadi Élite aus Frankreich verzichtete auf die Playoff-Teilnahme. Ein Sieg in der regulären Spielzeit brachte einer Mannschaft 3 Punkte. Ein Sieg und eine Niederlage nach Verlängerung wurde mit 2 bzw. 1 Punkt vergütet. Für eine Niederlage in regulärer Spielzeit gab es keine Punkte.

### Tabelle
|    | Klub                 | Sp | S  | OTS | OTN | N  | Tore   | Punkte |
| -- | -------------------- | -- | -- | --- | --- | -- | ------ | ------ |
| 1. | FC Barcelona         | 12 | 11 | 0   | 1   | 0  | 113:42 | 34     |
| 2. | CG Puigcerdà         | 12 | 9  | 1   | 0   | 2  | 91:46  | 29     |
| 3. | CH Jaca              | 11 | 8  | 0   | 0   | 3  | 67:38  | 24     |
| 4. | Anglet Hormadi Élite | 11 | 5  | 0   | 0   | 6  | 56:59  | 14*    |
| 5. | Majadahonda HC       | 12 | 4  | 0   | 0   | 8  | 31:59  | 12     |
| 6. | CH Txuri Urdin       | 12 | 1  | 0   | 1   | 10 | 26:89  | 4      |
| 7. | CH Gasteiz           | 12 | 1  | 1   | 0   | 10 | 38:89  | 4*     |

Sp = Spiele, S = Siege, U = unentschieden, N = Niederlagen, OTS = Overtime-Siege, OTN = Overtime-Niederlage, SOS = Penalty-Siege, SON = Penalty-Niederlage
- (Anglet Hormadi Élite und dem CH Gasteiz wurde jeweils ein Punkt abgezogen)

## Playoffs

### Pre-Playoffs
- CH Gasteiz – CH Jaca 0:2 (5:9, 1:10)
- CH Txuri Urdin – Majadahonda HC 1:2 (2:3, 6:5 n. P., 1:4)

### Halbfinale
- Majadahonda HC – FC Barcelona 0:2 (1:6, 2:8)
- CH Jaca – CG Puigcerdà 1:2 (5:6 n. P., 4:3 n. V., 3:9)

### Finale
- CG Puigcerdà – FC Barcelona 0:2 (5:6, 2:5)